# Дзаккарелли, Ренато
Ренато Дзаккарелли (итал. Renato Zaccarelli; род. 18 января 1951, Анкона) — итальянский футболист, полузащитник; тренер. Известен выступлениями за «Торино» и сборную Италии.

## Клубная карьера
Воспитанник футбольной школы «Торино».
Во взрослом футболе дебютировал в 1968 году выступлениями за команду клуба «Катания», в которой провёл один сезон, приняв участие лишь в 2 матчах чемпионата.
Впоследствии с 1969 по 1974 год играл в составе команд «Торино», «Новары» и «Эллас Вероны».
В 1974 году вернулся в «Торино», за который отыграл 13 сезонов. Большую часть времени, проведённого в составе «Торино», был основным игроком команды. За это время завоевал титул чемпиона Италии. Завершил профессиональную карьеру футболиста выступлениями за команду «Торино» в 1987 году.

## Выступления за сборную
В 1975 году дебютировал за сборную Италии. На протяжении карьеры в национальной команде, которая длилась 6 лет, провёл в форме главной команды страны 25 матчей, забив 2 гола. В составе сборной был участником Чемпионата мира 1978 года в Аргентине и Чемпионата Европы 1980 года в Италии.

### Голы за сборную
| #  | Дата            | Место                              | Соперник  | Счёт | Результат | Турнир                  |
| -- | --------------- | ---------------------------------- | --------- | ---- | --------- | ----------------------- |
| 1. | 15 октября 1977 | Олимпийский стадион, Турин         | Финляндия | 6-1  | 6-1       | Квалификация на ЧМ 1978 |
| 2. | 2 июня 1978     | Хосе Мария Минелья, Мар-дель-Плата | Франция   | 2-1  | 2-1       | ЧМ 1978                 |

## Карьера тренера
Начал тренерскую карьеру в молодёжной сборной Италии, где сначала возглавлял команду второго состава, а затем работал помощником главного тренера основного состава сборной.
Впоследствии в качестве исполняющего обязанности главного тренера возглавлял тренерский штаб клуба «Торино», в 2003 году и позже, в течение сезона 2004/05.

## Достижения

### Командные
- Чемпион Италии: 1975/76

### Индивидуальные
- Футболист года в Италии по версии Guerin Sportivo: 1986